# Otto Lukas
Otto Lukas (* 24. Dezember 1881 in Leibchel; † 6. Juni 1956 in Berlin) war ein deutscher Lehrer, Heimatdichter und Schriftsteller.

## Leben

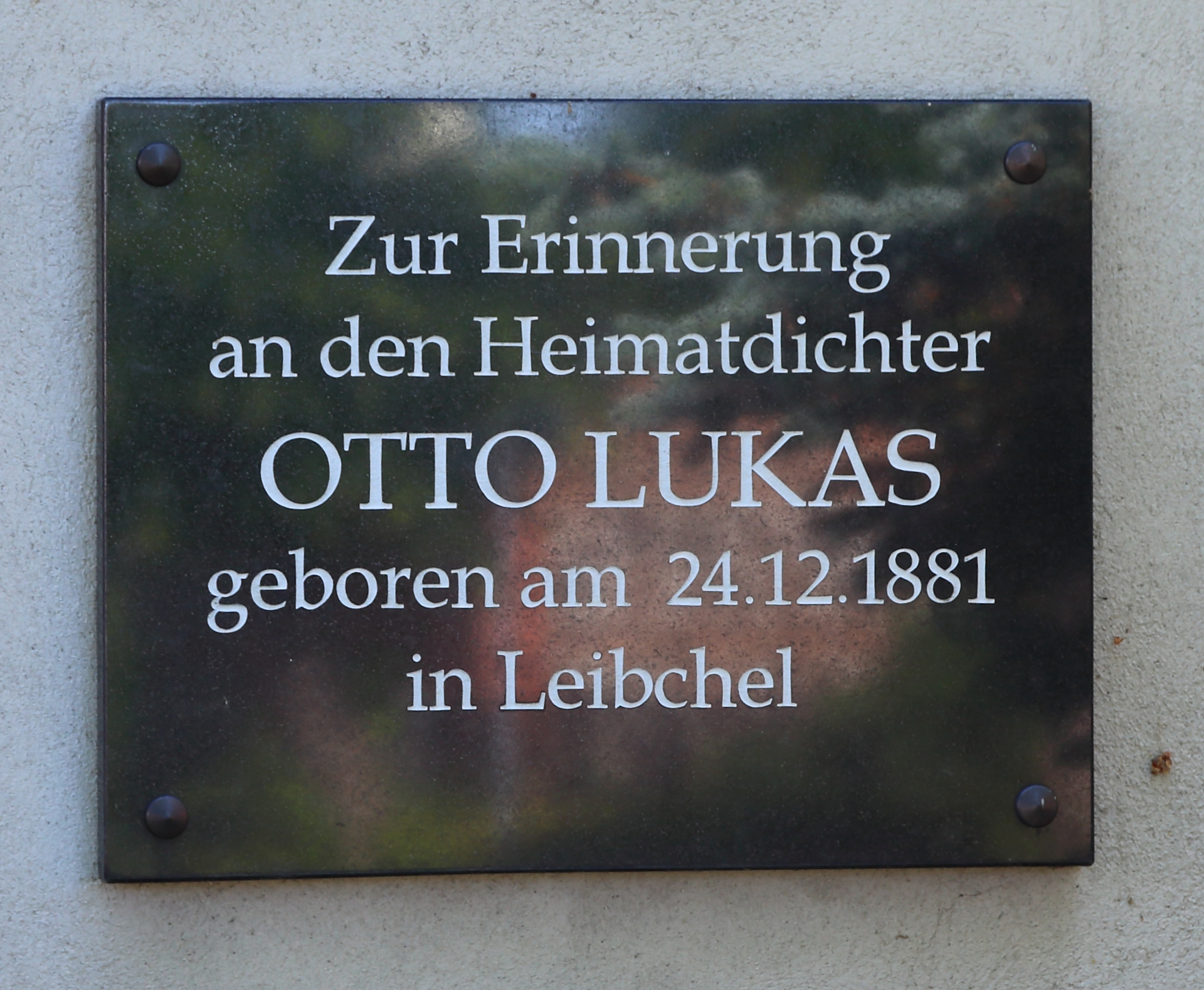
Gedenktafel für Otto Lukas in seinem Geburtsort Leibchel.

Otto Lukas war das dritte von vier Kindern von Christian Lukas und seiner Ehefrau Auguste. Da sein Vater damals Waldwärter und später Förster in Diensten der Grafen von Houwald war, musste die Familie oft umziehen: Im Winter 1887 nach Butzen, wo Otto eingeschult wurde, im Frühjahr 1888 ins Forsthaus Teerofen, so dass Lukas die Schule im näher gelegenen Byhlen besuchte. Als der Vater Förster in Kokainz bei Byhleguhre wurde, wechselte Lukas 1890 an die Schule in Byhleguhre, wo er auch nach dem Umzug nach Mühlendorf bis 1895 verblieb. Wie sein sieben Jahre älterer Bruder Hugo wollte er Lehrer werden und besuchte 1895 bis 1898 als Vorbereitung die Präparandenausbildung in Straupitz, dann bis 1901 das Lehrerseminar in Neuzelle. In diesem Jahr wurden auch erste Gedichte in einer Berliner Zeitung veröffentlicht. Lukas war Lehrer in verschiedenen Orten der Niederlausitz und bildete sich zum Mittelschullehrer weiter. Seit etwa 1909 lebte er in Berlin und lehrte an der Knabenmittelschule in Berlin-Lichtenberg Deutsch und Geschichte.
Im Mai 1910 heiratete Lukas Clara Kossatz in Lieberose, die schon im Februar 1912 starb. Sie hatten einen Sohn, Helmut Lukas, der im März 1911 in Boxhagen-Rummelsburg geboren wurde und im September 1943 an der Ostfront fiel. Im August 1914 ging Lukas eine Ehe mit Margarete Jahn ein und im selben Jahr erschien ein erster Sammelband mit eigenen Gedichten und kurzen Geschichten, betitelt Niederlausitzer Leutchen. Am Ersten Weltkrieg nahm Lukas als Leutnant im Landwehr-Infanterie-Regiment Nr. 12 teil. Nach dem Krieg kehrte er auf seine Stelle als Mittelschullehrer nach Berlin zurück, wo er 1920 Mittelschulrektor wurde. Er legte Examen in Latein und Griechisch ab, bevor er sich wieder der Dichtung widmete und 1930 den Band Die liebe Lausitz publizierte.
Lukas verfasste bereits vor 1933 Texte für SA-Feiern und trat 1932 dem Nationalsozialistischen Lehrerbund bei. Er wurde Zellenobmann, Pressereferent, Schulobmann, trat der Nationalsozialistischen Volkswohlfahrt und dem Reichsluftschutzbund bei. Am 30. Juli 1937 beantragte er die Aufnahme in die NSDAP und wurde rückwirkend zum 1. Mai desselben Jahres aufgenommen (Mitgliedsnummer 4.360.245).
Nachdem seine Wohnung in Berlin-Lichtenberg im Zweiten Weltkrieg ausgebombt wurde, zog er nach Raßnitz, wo im Dezember 1946 seine zweite Frau starb. Seinen Lebensunterhalt verdiente Lukas mit Nachhilfe- und Musikunterricht; er lernte als Kind selbst Flöte, Geige, Klavier und später auch Orgel. 1956 flüchtete der 74-Jährige nach Westberlin, wo er an einer Lungenentzündung starb, die er sich im Notaufnahmelager Marienfelde zugezogen hatte. Er ist in Berlin-Ruhleben beerdigt.

## Werk
Lukas ist der Verfasser zahlreicher Gedichte und Geschichten über die Niederlausitz und den Spreewald. Sein bekanntestes Werk ist das Gedicht Lausitzer Kost, in dem er typische Lausitzer Gerichte aufführt: Pellkartoffeln mit Leinöl und Quark (siehe Quark mit Leinöl), Plinze, Grützwurst, große Grieben, Schlippermilch und Saure Gurken.

## Werke
Belletristik
- Niederlausitzer Leutchen. Idyllen und Schwänke. Spree-Verlag, Berlin 1914
- Lausitzer Leutchen. Idyllen und Schwänke. Spree-Verlag, Berlin 1924
- Waldweihnacht. Ein Weihnachtsspiel. A. Strauch, Leipzig [1926]
- Die liebe Lausitz. Neie Versche. Otto Lukas, Berlin-Lichtenberg 1930
- Fahrende Schüler. Volksbühnenspiel in 3 Aufzügen. Otto Lukas, Berlin-Lichtenberg 1930
- Helmut Lukas (Hrsg.): So war mein Spreewald. Über Landschaft und Menschen. [Berlin] 1995
- Helmut Lukas (Hrsg.): Meine Niederlausitz. Landschaft, Menschen, Mundart in Geschichten und Gedichten. Berlin 2000
- Waldkinder. Erinnerungen an Wald, Wiese und Wasser. (Manuskript, 283 Seiten, nur einzelne Teile sind bisher veröffentlicht)
- Spreewälder zwischen gestern und heute. Eine Geschichte von Heimat, Stadt und jungen Menschen. (Manuskript, 367 Seiten, unveröffentlicht)

Sachbücher
- Deutsches Sprachbuch für Mittelschulen. Ferd. Hirt, Breslau 1926
  - Heft 1, Klasse 6
  - Heft 2, 5. Klasse
- Die deutsche Zeichensetzung. Beispiele, Regeln, Erläuterungen, Übungen (= Berckers kleine Volksbibliothek, Band 1505). F. Hirt, Breslau 1936; 8. Auflage, Butzon & Bercker, Kevelaer 1953
- Karl Grunwald und Otto Lukas (Hrsg.): Von der Urzeit zur Gegenwart. Aufgabe und Stoff eines Geschichtsunterrichts auf rassischer Grundlage. Diesterweg, Frankfurt am Main 1936; 6. Auflage, 1941
- Karl Wehrhan, Hrsg. von Karl Grunwald und Otto Lukas: Lehrbuch der Geschichte für Mittelschulen. Teil 4: Deutsche Geschichte von 1815 bis 1919. Diesterweg, Frankfurt a. M. 1939–
- Kleine deutsche Stilkunde. Butzon & Bercker, Kevelaer 1953
  - Band 1: Richtigkeit und Reinheit der Sprache (= Berckers kleine Volksbibliothek, Band 49)
  - Band 2: Das treffende Wort und Bild. Der gute Ausdruck (= Berckers kleine Volksbibliothek, Band 50)
- Deutsche Rechtschreiblehre. Butzon & Bercker, Kevelaer 1956 (= Berckers kleine Bibliothek, Band 1506 a–c)